# Protze

Protze und Kutschbock (links) mit Feldgeschütz auf Lafette (rechts)

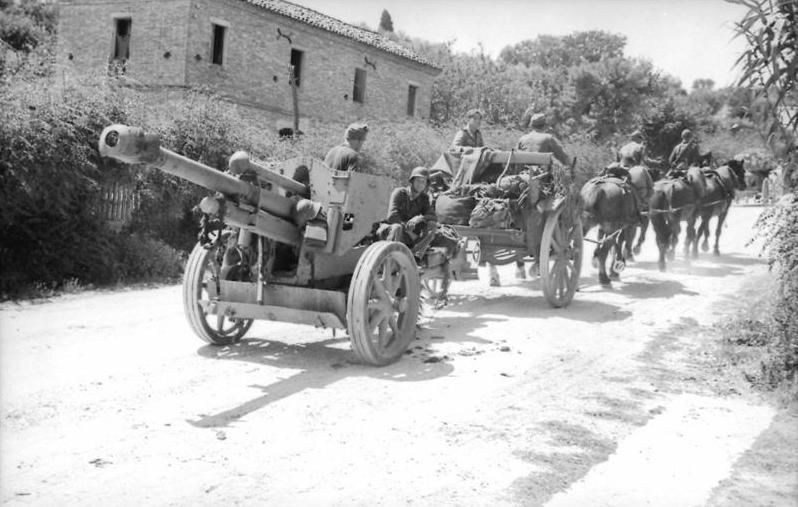
Protze mit Feldhaubitze 10,5 cm (Wehrmacht)

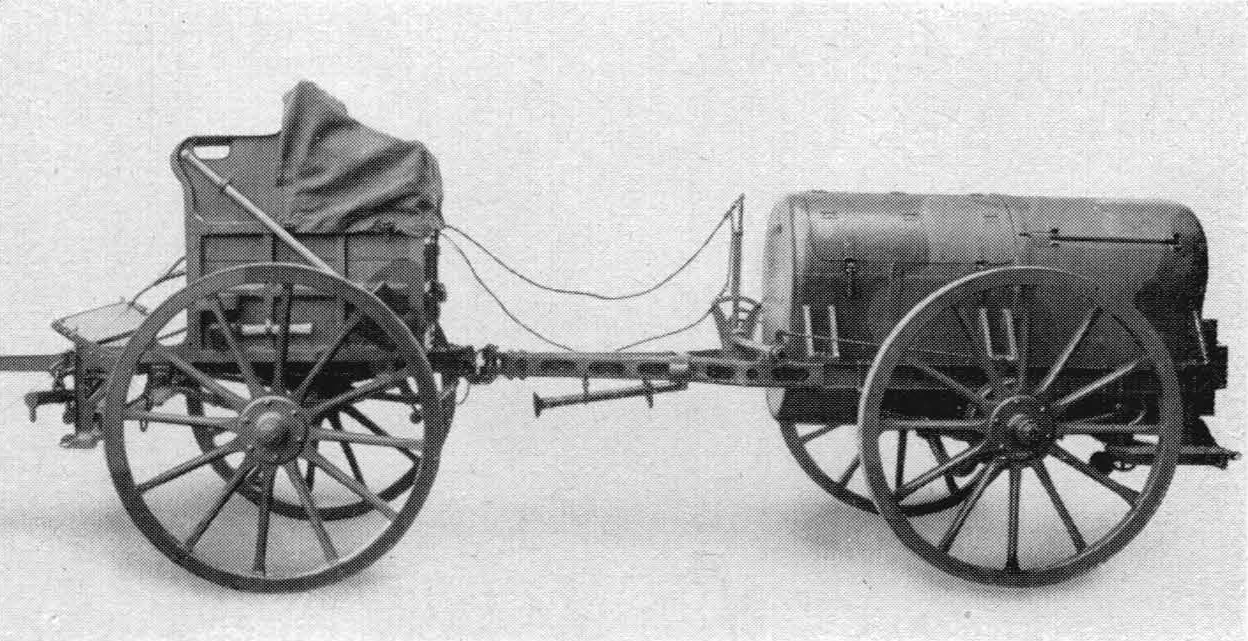
Protze mit Teigknetwagen

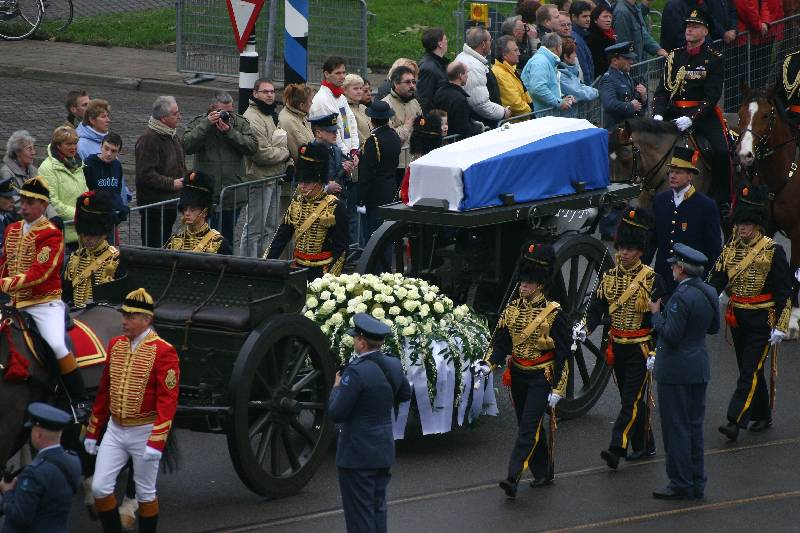
Festlicher Trauerzug mit Protze (2004).

Die Protze (von ital. birazzo = Zweiradkarren aus spätlat. birotium bzw. birotus = zweirädrig) ist ein einachsiger Karren, der zum Transport eines Geschützes mit der Lafette verbunden wird. Auf der Protze ist ein erhöhter Kutschbock für den Fahrer, eine Deichsel und Vorrichtungen für die Anspannung der Pferde. Protzen werden auch für Versorgungsfahrzeuge, wie Teigknetwagen (Vwf. 2), oder seltener bei Beerdigungen für den Transport von Särgen genutzt.

## Beschreibung
Die Anspannung von Protzen erfolgt historisch mit Pferden, kann aber auch mit Artillerieschleppern besorgt werden. Durch die Einführung der Protze wird aus dem instabilen einachsigen Geschütz eine stabile Transporteinheit, die die Zugpferde nicht mehr mit ihrem Gewicht belastet und nur noch Zugkraft verlangt. Gleichzeitig konnte auf der Protze ein begrenzter Munitionsvorrat mitgeführt werden oder später bei der Fahrenden Artillerie ein Teil der Geschützbedienung aufsitzen. Protzen wurden danach auch als Vorderteile für andere militärische Fahrzeuge verwandt, u. a. für Gulaschkanonen oder Fahrzeuge der Feldbäckerei.
Des Weiteren wurden auch Feuerlöschgeräte, insbesondere Feuerspritzen, auf solche Karren montiert. Diese hießen Abprotzspritzen.
Um ein Geschütz gefechtsbereit zu machen, muss es abgeprotzt werden, bevor es in Feuerstellung gebracht wird, d. h. die Protze wird entfernt und in der abseits gelegenen Protzenstellung abgestellt. Um die Marschbereitschaft wieder herzustellen, muss es aufgeprotzt werden.
Erstmals wurden Protzen von Kaiser Karl V. in der Schlacht bei Renty (1554) im fünften habsburgisch-französischen Krieg in Flandern eingesetzt. Seit dem Ersten Weltkrieg kamen auch erste motorisierte Protzen zum Einsatz. In den 1930er Jahren wurden von Reichswehr und Wehrmacht die „Krupp-Protzen“ beschafft und im Zweiten Weltkrieg neben den üblichen bespannten Protzen zum Transport von leichter Pak und Flak verwendet. Auch Kettenkräder und Motorradgespanne wie das Zündapp KS 750 Gespann waren hierfür mit Einheitsprotzhaken ausgestattet, um sie als Artilleriezugmaschine nutzen zu können.